# Quincampoix-Fleuzy
Quincampoix-Fleuzy település Franciaországban, Oise megyében. Lakosainak száma 403 fő (2022. január 1.). Quincampoix-Fleuzy Aumale, Escles-Saint-Pierre, Fouilloy, Gourchelles, Lannoy-Cuillère, Romescamps, Haudricourt, Morvillers-Saint-Saturnin és Abancourt községekkel határos.

## Népesség
A település népességének változása:
| Lakosok száma | 400  | 402  | 403  | 396  | 398  | 401  | 400  | 403  | 403  |
|               | 2013 | 2015 | 2016 | 2017 | 2018 | 2019 | 2020 | 2021 | 2022 |